# Samsung Galaxy A6
De Samsung Galaxy A6 is een smartphone uit de A-serie van het Zuid-Koreaaanse merk Samsung Electronics. De telefoon is onder andere in Nederland in juni 2018 op de markt gebracht.